# Wellington Sánchez
Wellington Sánchez (* Ambato, Provincia de Tungurahua, Ecuador, 19 de junio de 1974) es un exfutbolista ecuatoriano que jugaba de volante ofensivo y su último equipo fue el Centro Deportivo Olmedo.

## Trayectoria
Wellington Sánchez se inició en el Técnico Universitario de Ambato, a pesar de ser hincha del Macará, el equipo archirrival. Después pasó a la Universidad Católica de Quito sólo un año y luego fue a El Nacional. En el equipo quiteño quedó campeón en 1996. En 1994 fue llamado por primera vez a la Selección ecuatoriana de fútbol. En 1998 viajó a la Major League Soccer pero ahí no tuvo muchos oportunidades debido a una lesión. 
Al año siguiente, en 1999, volvió a su país, pero esta vez al Emelec y con los azules fue bicampeón (2001-2002). En el 2005 vuelve a El Nacional, siendo campeón con el Club Militar en los años 2005 y 2006.

## Selección nacional
Ha sido internacional con la Selección de fútbol de Ecuador en 44 ocasiones. Su debut fue el 21 de septiembre de 1994 ante Perú en un partido amistoso.
Participó en las eliminatorias para el Mundial Corea-Japón 2002 anotando un gol ante la Selección venezolana de fútbol y fue parte de la nómina de jugadores que disputó el mencionado mundial.

### Participaciones internacionales
- Copa América 1995, 1997, 1999 y 2001.
- Eliminatorias al Mundial Francia 1998 y Corea-Japón 2002.

### Participaciones enCopas del Mundo
| Mundial                       | Sede                  | Resultado      | PJ | GA | Asis |
| ----------------------------- | --------------------- | -------------- | -- | -- | ---- |
| Mundial de Corea y Japón 2002 | Corea del Sur y Japón | Fase de grupos | 0  | 0  | 0    |

### Participaciones enCopas América
| Torneo                 | Sede                   | Resultado              | PJ | GA | Asis |
| ---------------------- | ---------------------- | ---------------------- | -- | -- | ---- |
| Copa América 1997      | Bolivia                | Cuartos de final       | 4  | 1  | 0    |
| Copa América 1999      | Paraguay               | Fase de grupos         | 1  | 0  | 0    |
| Copa América 2001      | Colombia               | Fase de grupos         | 3  | 0  | 0    |
| Total en Copas América | Total en Copas América | Total en Copas América | 8  | 1  | 0    |

### Participaciones enEliminatorias al Mundial
| Eliminatoria                                | Sede del Mundial       | Posición               | Resultado   | PJ | GA | Asis |
| ------------------------------------------- | ---------------------- | ---------------------- | ----------- | -- | -- | ---- |
| Eliminatorias Mundial de Francia 1998       | Francia                | 6°lugar 21pts          | Eliminado   | 3  | 0  | 0    |
| Eliminatorias Mundial de Corea y Japón 2002 | Corea del Sur y Japón  | 2°lugar 31pts          | Clasificado | 5  | 1  | 0    |
| Total en Eliminatorias                      | Total en Eliminatorias | Total en Eliminatorias | 1/2         | 8  | 1  | 0    |

## Clubes
| Club                    | País           | Año         |
| ----------------------- | -------------- | ----------- |
| Técnico Universitario   | Ecuador        | 1992 - 1993 |
| Universidad Católica    | Ecuador        | 1993        |
| El Nacional             | Ecuador        | 1994 - 1998 |
| Los Ángeles Galaxy      | Estados Unidos | 1998 - 1999 |
| Emelec                  | Ecuador        | 1999 - 2004 |
| El Nacional             | Ecuador        | 2005 - 2010 |
| Independiente del Valle | Ecuador        | 2011 - 2012 |
| Aucas                   | Ecuador        | 2012 - 2013 |
| Mushuc Runa             | Ecuador        | 2014 - 2015 |
| Técnico Universitario   | Ecuador        | 2016        |
| Club Deportivo Olmedo   | Ecuador        | 2016        |

## Palmarés

### Campeonatos nacionales
| Título                 | Club        | País    | Año    |
| ---------------------- | ----------- | ------- | ------ |
| Campeonato Ecuatoriano | El Nacional | Ecuador | 1996   |
| Campeonato Ecuatoriano | Emelec      | Ecuador | 2001   |
| Campeonato Ecuatoriano | Emelec      | Ecuador | 2002   |
| Campeonato Ecuatoriano | El Nacional | Ecuador | 2005 A |
| Campeonato Ecuatoriano | El Nacional | Ecuador | 2006   |
| Segunda Categoría      | Aucas       | Ecuador | 2012   |
| Serie B                | Aucas       | Ecuador | 2014   |

### Distinciones individuales
| Distinción                                                                      | Año  |
| ------------------------------------------------------------------------------- | ---- |
| Mejor Jugador del Campeonato Ecuatoriano                                        | 1997 |
| Futbolista de mayor edad en hacer gol en la historia del Campeonato Ecuatoriano | 2014 |